# ツポレフ
公共株式会社ツポレフ（ロシア語：ПАО «Туполев»、英語：JSC Tupolev、単にツポレフとも）は、ロシア連邦の航空機製造会社。ソ連時代には同国を代表する航空機設計局の1つであった。アンドレーイ・ニコラーエヴィチ・トゥーポレフによって創設された。旧称は公開株式会社ツポレフ（ОАО «Туполев»）で、2014年の法改正 を受けて公開株式会社から公共株式会社に移行し、現在の名称になっている。

## 概要

旧ロゴ

第二次世界大戦前に同設計局はI-4などの戦闘機やTB-3などの爆撃機を開発・生産していたほか、各種実験機や記録機を開発した。終戦後はTu-16・Tu-95といった主力爆撃機を生産するほか、需要の拡大した旅客機を多数製造し、東側諸国を代表する旅客機メーカーの１つとなった。冷戦中には可変翼の爆撃機などを設計し、ソビエト連邦軍に採用されている。
冷戦後はロシアをはじめ旧共産圏の航空会社は西側製の機材を調達することを１つのステータスのように看做しているためか、Tu-204などの新型機は市場の中ですっかり埋もれている状態である。
しかしツポレフ社公式サイトによれば、アメリカ・ロシア政府間の契約に基づき、1994年からボーイング社と超音速機に関する共同研究を行っているほか、Tu-204・214・324・334の各機種のエンジンに関してプラット・アンド・ホイットニー、ロールス・ロイスの各社と提携しているように、近年は西側の航空関連企業とも提携関係を強めているようである。またTu-204-120に関して、エジプトのシロッコエアロスペース社とも提携しており、今後の経営方針やあり方について模索している様子も窺われる。
冷戦時代は各共産国がツポレフやイリューシンといったソ連製航空機を保有していたが、ソ連が崩壊し、ボーイングやエアバスといった欧米の旅客機が世界で多くを占めるようになった現在では、日本でツポレフ機を見られる機会はかなり少ない。それでも、北九州空港に定期チャーター便としてTu-154Mが飛来しているほか、元共産圏であった国家の要人専用機に使われていることもあり、その来日の際に見ることができる。
ツポレフは航空機・兵器システムなど民用・軍用の航空宇宙製品に関する開発製造及び分解検査の他、ミサイル・海軍航空部門の技術開発も手がけている。これまでに300を超える事業を完了し、18,000機を超える航空機がソ連を初め共産圏に供給された。

## 歴史

### ソ連・ツポレフ設計局時代（OKB Tupolyeva）
1922年10月22日にアンドレーイ・トゥーポレフによりツポレフ設計局が創設された。ソ連の設計局では航空学研究と航空機設計のみを行い、製造は他で行う。1920年代に全金属飛行機に関する研究に着手した。

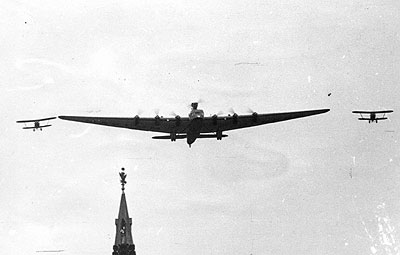
ANT-20: 1930年代の最大級航空機。

第2次世界大戦では金属製の機体にエンジンを左右に搭載したTu-2がソ連の最高級の前線爆撃機として活躍した。1942年に製造が開始され、数度の改良を重ねつつ多数生産された。戦時中に金属が不足するにつれて、後部胴体を木製に変えたものも誕生した。
ソ連にとって初の大陸間戦略爆撃機の基盤となるTu-4を開発、1947年に初飛行し、多数量産された。これは1945年、日本攻撃の帰途、ソ連に着陸した3機のアメリカのボーイング社製B-29を基本的にほぼそのまま製造したものであった。
その後、Tu-16の開発に引き継がれた。Tu-16は後退翼により亜音速性能を実現したジェット爆撃機である。
劣悪だったターボジェット機の燃料効率改良を図るため、新たにターボプロップエンジンを採用したTu-20（のちのTu-95）爆撃機を設計。同機種はボーイングのB-52に匹敵する大陸間飛行が可能かつジェット機並みの性能を備えたソ連製大陸間爆撃機の決定版となり、偵察や対潜水艦攻撃を目的としたTu-142をはじめ派生型が多く同機種を元に生み出されていった。Tu-16は世界で二番目のジェット旅客機Tu-104に発展する。Tu-104は、イギリス製旅客機デハビランド・コメットが墜落事故を起こし、運用が中止されている間、運用されていた唯一のジェット旅客機であった。イギリスのコメットが金属疲労により連続して空中分解する大事故が多発したのに対し、Tu-104はもとが爆撃機であっただけあり極めて安全な運行を続けた。Tu-95は、ターボプロップ機で史上最速を記録したTu-114中長距離旅客機を生み出す礎を築いた。
1960年代には、Tu-22超音速爆撃機を生産した。"K" 部門は、設計局内で、Tu-139やTu-143偵察機といった無人航空機などを設計する任務を負って組織された。

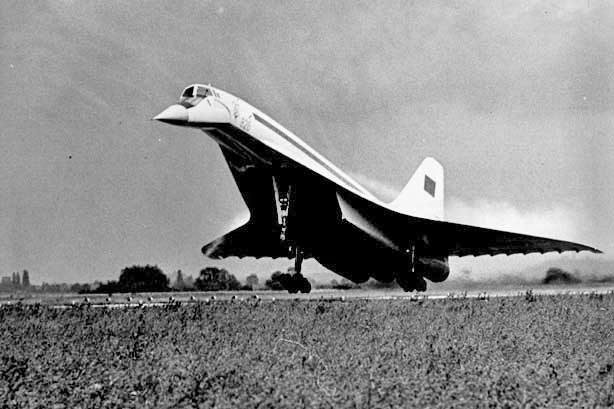
Tu-144超音速旅客輸送機

また1960年代からは、アンドレーイ・トゥーポレフの息子、アレクセーイ・トゥーポレフも主導権を握るようになる。彼は、世界初の超音速旅客機Tu-144や、有名な旅客機Tu-154、中距離戦略爆撃機Tu-22Mの開発などに関与した。これらすべての開発により、ソ連は、戦略的軍用・民用とも西側諸国と同等の飛行ができるようになった。
1970年代、ツポレフは、Tu-22M爆撃機の性能改善に労力を費やした。これら爆撃機が大多数となってきた当時、軍縮を図る目的でSALT I条約とSALT II条約が作られた。また、Tu-154も改良され、より効率的な性能となったTu-154Mを完成させた。
1980年代、Tu-160超音速戦略爆撃機が開発された。可変後退翼が特徴で、当時の西側機（ロックウェルB-1）よりもいくつかの点で優れていた。しかしながら、ソ連崩壊によりその開発が遅れる結果となった。

### ソ連崩壊後 (PSC Tupolev)
冷戦終焉に伴い、ツポレフの研究は亜音速の民用航空機に集中し、主に経済運用と代替燃料について行われている。
現在、ツポレフでは、次のような事業が行われている。
- Tu-204/214およびTu-334航空機の開発
- 貨物輸送機Tu-330、地域輸送機・要人専用機Tu-324の開発
- 代替燃料を使用する航空機運用の実用面の研究
- ロシアの海軍飛行部門および空軍における近代化

## 主な製品
機体の多くはツポレフ設計局により設計された。Tu-2のように大活躍したものもあるが、多くは設計・試作段階で打ち切られ、軍事戦略や政治情勢の変化とともに破棄されていった。ツポレフの各機体は、西側諸国においても、NATOがつけたコードネームにより知られるようになった。

### 初期の機体: レシプロエンジン機
- ANT-4
- ANT-6
- ANT-9
- ANT-20
- ANT-25
- Tu-2 "Bat"
- Tu-4 "Bull"
- Tu-10

### 爆撃機など軍用機
- Tu-14 "Bosun"
- Tu-16 "Badger"
- Tu-95 ("Bear A") および改良機
- Tu-142 ("Bear F") 対潜哨戒機
- Tu-22 "Blinder"
- Tu-22M/Tu-26 "Backfire"
- Tu-126 "Moss"
- Tu-160 "Blackjack"

### 戦闘機
- Tu-28/Tu-102/Tu-128 "Fiddler"

### 旅客輸送機
- Tu-104 "Camel"
- Tu-114 "Cleat"
- Tu-124 "Cookpot"
- Tu-134 "Crusty"
- Tu-144 "Charger"
- Tu-154 "Careless"
- Tu-204
- Tu-214
- Tu-330
- Tu-334

### 無人機
- Tu-121 "C"
- Tu-123 ヤストレブ1
- Tu-139 ヤストレブ2
- Tu-141 ストリージュ
- Tu-143 レーイス
- Tu-243 レーイスD
- Tu-300

### 試作機
- Tu-1
- Tu-6
- Tu-8
- Tu-12
- Tu-70
- Tu-72
- Tu-73
- Tu-74
- Tu-75
- Tu-80
- Tu-82
- Tu-85 "Barge"
- Tu-91 "Boot"
- Tu-93
- Tu-96
- Tu-98 "Backfin"
- Tu-107
- Tu-110
- Tu-116
- Tu-119
- Tu-155

### 開発中または構想中の機体
- Tu-156
- Tu-206
- Tu-216
- Tu-244
- Tu-304
- Tu-306
- Tu-324
- Tu-330
- Tu-354
- Tu-414
- Tu-444 … 実現すればTu-144以来のツポレフ製超音速旅客機